# Prêmio Fulkerson
O Prêmio Fulkerson (em inglês: Fulkerson Prize) é concedido a artigos de destaque na área de matemática discreta. É patrocinado conjuntamente pela Mathematical Programming Society (MPS) e pela American Mathematical Society (AMS). Até três prêmios de US$ 1500 cada um são concedidos em cada simpósio internacional (trianual) na MPS. Na época de sua criação os prêmios eram custeados por um fundo memorial administrado pela AMS, estabelecido por amigos do finado Delbert Ray Fulkerson, com o propósito de encorajar a excelência matemática nos campos de pesquisa de seu trabalho. Atualmente os prêmios são financiados por uma administração patrimonial da MPS.

## Laureados
- 1979: Richard Karp; Kenneth Appel e Wolfgang Haken; Paul Seymour
- 1982: D.B. Judin e A.S. Nemirovskii; Leonid Khachiyan; Georgy Petrovich Egorychev; D.I. Falikman; Martin Grötschel, László Lovász e Alexander Schrijver
- 1985: József Beck; Hendrik Willem Lenstra; Eugene M. Luks
- 1988: Éva Tardos; Narendra Karmarkar
- 1991: Martin Dyer, Alan Frieze e Ravindran Kannan; Alfred Lehman; Nikolai E. Mnev
- 1994: Louis Billera; Gil Kalai; Neil Robertson, Paul Seymour e Robin Thomas
- 1997: Jeong Han Kim
- 2000: Michel Goemans e David P. Williamson; Michele Conforti e Gérard Cornuéjols e M. R. Rao
- 2003: J. F. Geelen, A. M. H. Gerards e A. Kapoor; Bertrand Guenin; Satoru Iwata, Lisa Fleischer, Satoru Fujishige; Alexander Schrijver
- 2006: Manindra Agrawal, Neeraj Kayal e Nitin Saxena; Mark Jerrum, Alistair Sinclair e Eric Vigoda; Neil Robertson e Paul Seymour
- 2009:
  - Maria Chudnovsky, Neil Robertson, Paul Seymour, e Robin Thomas, por "The strong perfect graph theorem", Annals of Mathematics, 164 (2006) 51–229
  - Daniel Spielman e Shang-Hua Teng, por "Smoothed analysis of algorithms: Why the simplex algorithm usually takes polynomial time", Journal of the ACM 51 (2004) 385–463.
  - Thomas Hales, por "A proof of the Kepler conjecture", Annals of Mathematics 162 (2005) 1063–1183
  - Samuel P. Ferguson, por "Sphere Packings, V. Pentahedral Prisms", Discrete and Computational Geometry 36 (2006) 167–204
- 2012:
  - Sanjeev Arora, Satish Rao e Umesh Vazirani.[1]
  - Anders Johansson, Jeff Kahn e Van Ha Vu.[2]
  - László Lovász e Balázs Szegedy.[3]
- 2015: 
  - Francisco Santos Leal por a counter-example of the Hirsch conjecture.[4][5]
- 2018:
  - Robert Morris, Yoshiharu Kohayakawa, Simon Griffiths, Peter Allen e Julia Böttcher por The chromatic thresholds of graphs
  - Thomas Rothvoß por The Matching Polytope has Exponential Extension Complexity